# Your Body Is a Wonderland
Singles de John Mayer
No Such Thing
(2002) Why Georgia
(2003)
Your Body Is a Wonderland est un single du guitariste et chanteur John Mayer. Il est sorti en octobre 2002 et est également présent sur l'album Room for Squares (2001).
La chanson rencontre un succès supérieur au single précédent No Such Thing (2002) avec par exemple la 9e place du hit-parade néo-zélandais[réf. souhaitée].
Il y a eu des spéculations sur le fait que Mayer a écrit cette chanson à propos de l'actrice Jennifer Love Hewitt avec laquelle il est sorti en 2002, mais Mayer lui-même a démenti ce point.
L'actrice Holly Lynch est présente dans le clip de la chanson.